# 吉姆·萊吉
吉姆·萊吉（英語：Jim Rygiel）是一位電影視覺特效總監，他曾參與了《102真狗》、《星際叛變》、《空軍一號》、《異形3》、《魔戒電影三部曲》、《博物館驚魂夜》和《哥吉拉》等電影的製作過程。

## 早年經歷
吉姆·萊吉出生於威斯康星州的基諾沙。
他在就讀大學期間原本主修建築，後來轉而改唸美術。1980年，他取得了Otis Parsons School of Design（現為奧蒂斯藝術與設計學院）的美術碩士學位。

## 職業
在1980年代，萊吉開始了他的電影職業生涯，進入電腦特效的領域。1983年他在為Digital Productionsee公司工作期間，製作了《最後的太空戰機》一片。
後來萊吉更曾一度擔任伯斯製片公司數位特效部門的主管，陸續參與多部知名電影的後製工作。他應彼得·傑克森之聘，在《魔戒電影三部曲》中擔任視覺特效總監，《魔戒》系列三部電影使他連續獲得了三項奧斯卡最佳視覺效果獎。

## 外部連結
- 吉姆·萊吉在互联网电影资料库（IMDb）上的資料（英文）
- 吉姆·萊吉在时光网上的簡介（简体中文）